# Hardin (Kentucky)
Hardin és una població dels Estats Units a l'estat de Kentucky. Segons el cens del 2000 tenia 564 habitants.

## Demografia
Segons el cens del 2000, Hardin tenia 564 habitants, 257 habitatges, i 155 famílies. La densitat de població era de 369,1 habitants/km².
Dels 257 habitatges en un 30% hi vivien nens de menys de 18 anys, en un 42,4% hi vivien parelles casades, en un 15,2% dones solteres, i en un 39,3% no eren unitats familiars. En el 35,4% dels habitatges hi vivien persones soles el 16,3% de les quals corresponia a persones de 65 anys o més que vivien soles. El nombre mitjà de persones vivint en cada habitatge era de 2,19 i el nombre mitjà de persones que vivien en cada família era de 2,81.
Per edats la població es repartia de la següent manera: un 24,3% tenia menys de 18 anys, un 10,1% entre 18 i 24, un 26,6% entre 25 i 44, un 22,3% de 45 a 60 i un 16,7% 65 anys o més.
L'edat mediana era de 37 anys. Per cada 100 dones de 18 o més anys hi havia 80,9 homes.
La renda mediana per habitatge era de 20.833 $ i la renda mediana per família de 25.893 $. Els homes tenien una renda mediana de 24.063 $ mentre que les dones 20.694 $. La renda per capita de la població era d'11.690 $. Entorn del 20,1% de les famílies i el 24,6% de la població estaven per davall del llindar de pobresa.

## Poblacions més properes
El següent diagrama mostra les poblacions més properes.